# Glossoscolex giganteaus
Glossoscolex giganteaus är en ringmaskart som beskrevs av Leuckart 1835. Glossoscolex giganteaus ingår i släktet Glossoscolex och familjen Glossoscolecidae. Inga underarter finns listade i Catalogue of Life.